# Vestmannaeyjar

Bản đồ quần đảo

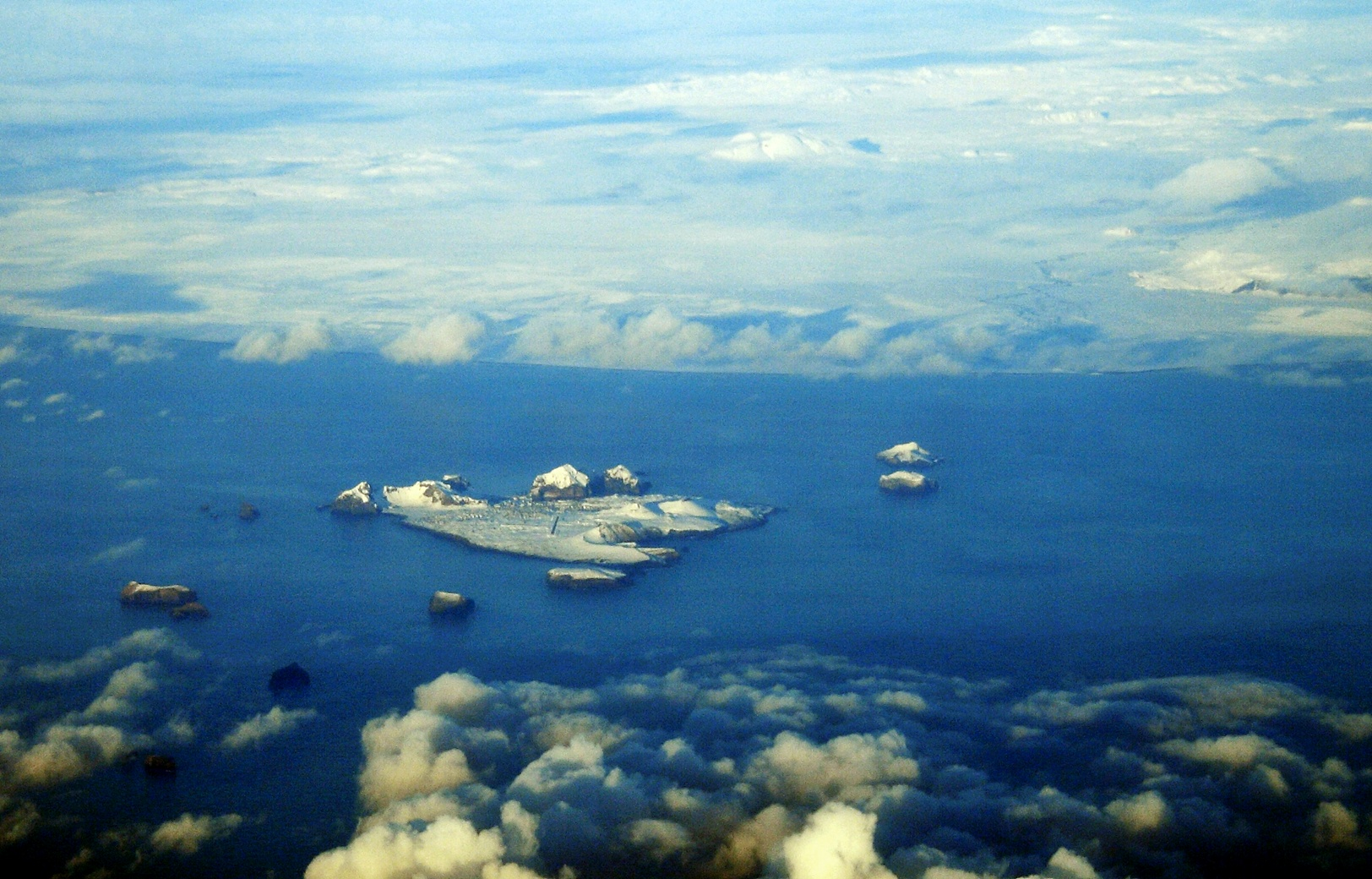
Nhìn từ trên cao phía nam Súlnasker Geldungur, Hellisey, Álsey, Brandur, Suðurey, Heimaey, Bjarnarey, Elliðaey, với lục địa Iceland ở phía sau

Vestmannaeyjar (phát âm tiếng Iceland: [ˈvɛstmanːaˌeiːjar], đôi khi được gọi bằng tên tiếng Anh: Westman Islands) là một thị xã và quần đảo ngoài khơi bờ nam của Iceland.
Đảo lớn nhất Heimaey có dân số 4135 người, các đảo khác không có người ở. Thị xã có diện tích 16,3 km².

## Địa lý
Vestmannaeyjar gồm các đảo sau:
- Heimaey (13.4 km²)
- Surtsey (1.4 km²)
- Elliðaey (0.45 km²)
- Bjarnarey (0.32 km²)
- Álsey (0.25 km²)
- Suðurey (0.20 km²)
- Brandur (0.1 km²)
- Hellisey (0.1 km²)
- Súlnasker (0.03 km²)
- Geldungur (0.02 km²)
- Geirfuglasker (0.02 km²)
- Các đảo Hani, Hæna và Hrauney và skerry Grasleysa được gọi là Smáeyjar (các đảo nhỏ).

Tổng diện tích: 16.3 km²